# Dinkelwiesen
Koordinaten: 52° 7′ 25″ N, 7° 6′ 45″ O

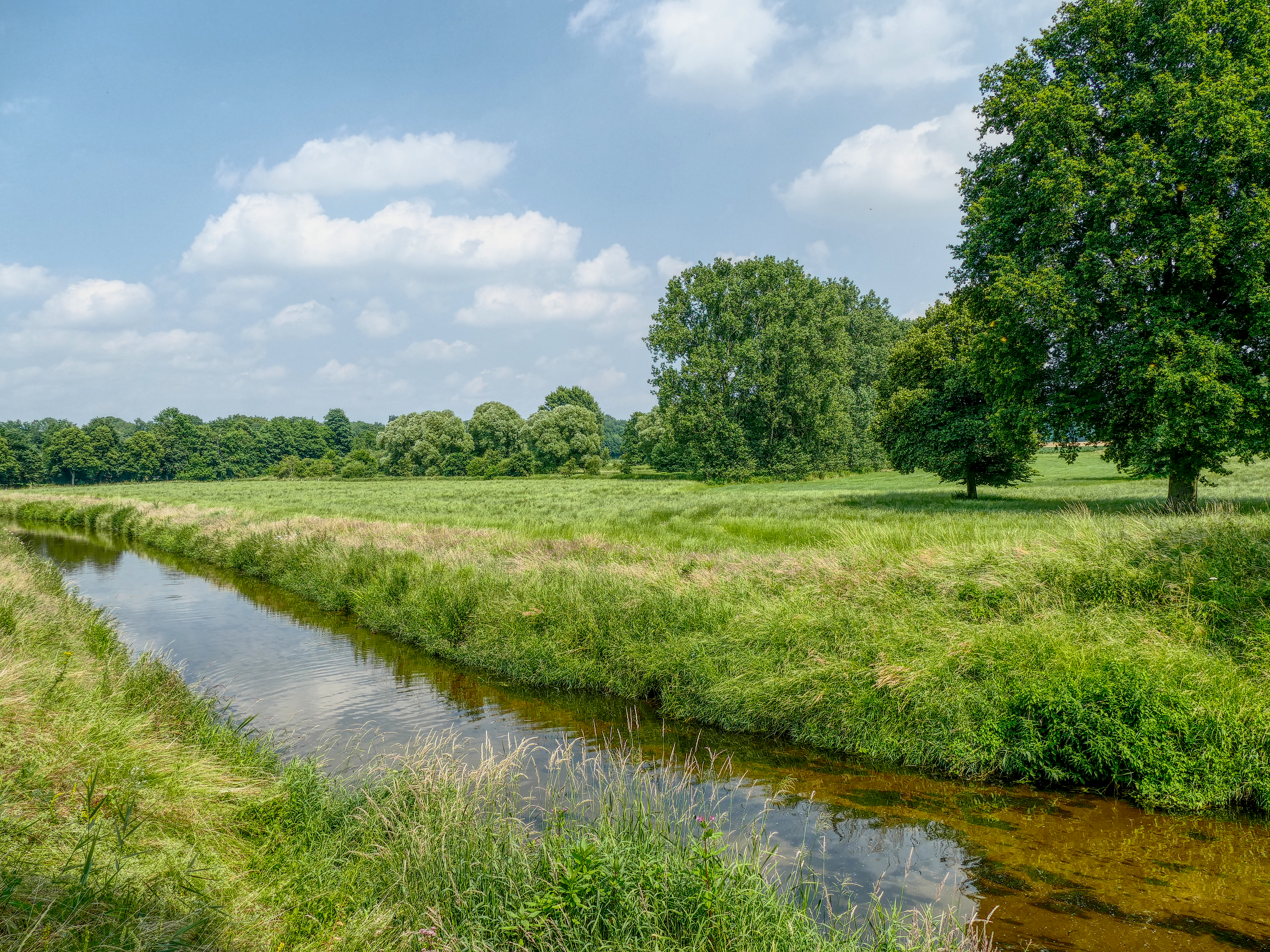
Naturschutzgebiet Dinkelwiesen (Juli 2021)

Das Naturschutzgebiet Dinkelwiesen liegt auf dem Gebiet der Gemeinde Heek im Kreis Borken in Nordrhein-Westfalen. Es ist eine von zehn Teilflächen im rund 273 ha großen NSG Dinkelaue mit Oldemölls Venneken.
Das Gebiet erstreckt sich am nordöstlichen Ortsrand von Heek zu beiden Seiten der Dinkel. Westlich und südlich des Gebietes verläuft die B 70 und westlich die A 31. Südlich erstreckt sich das etwa 16,6 ha große Naturschutzgebiet Dinkelniederung.

## Bedeutung
Das etwa 69 ha große Gebiet ist unter der Kenn-Nummer BOR-007 als Naturschutzgebiet ausgewiesen.